# Kullerbytta

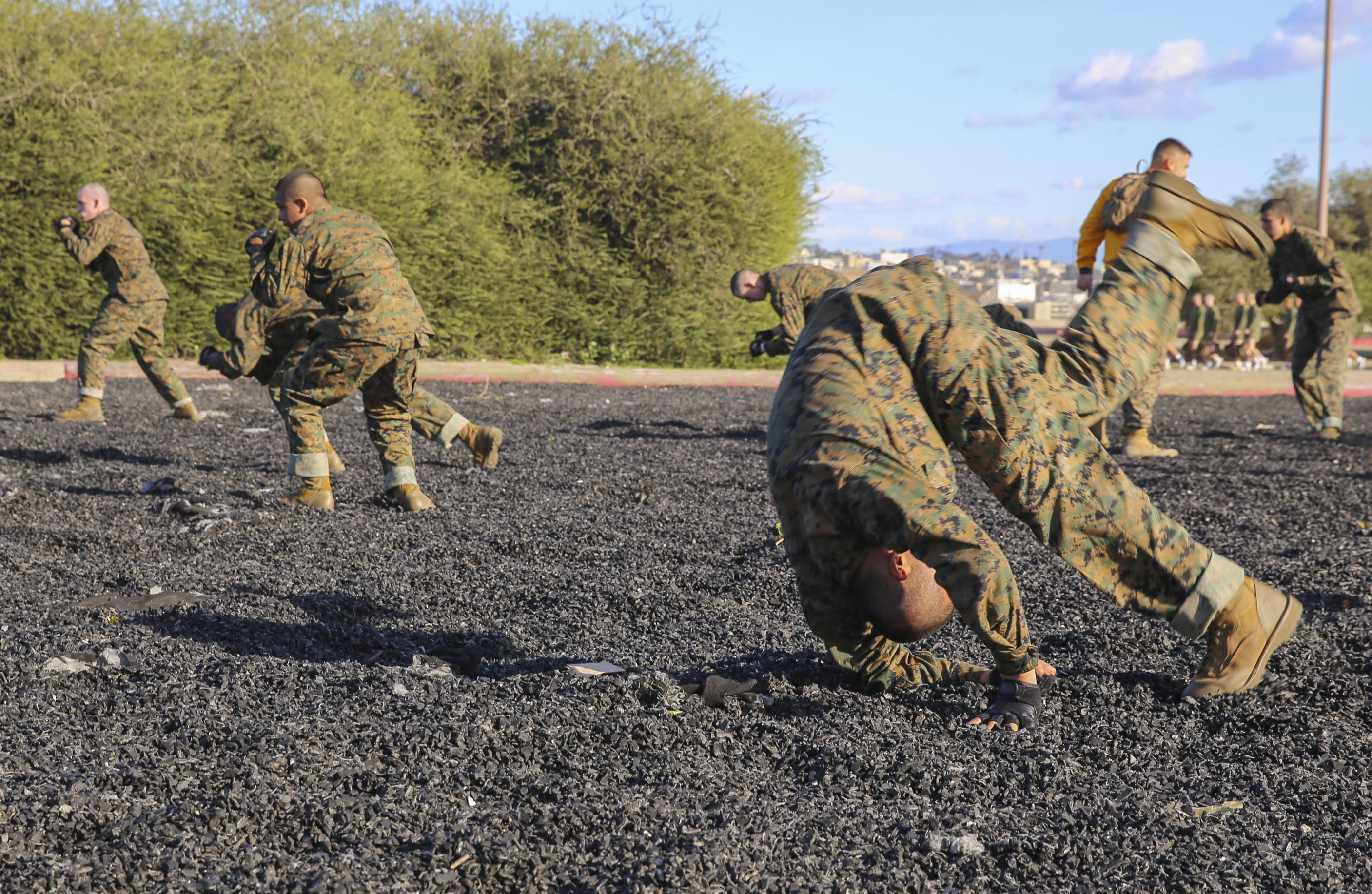
Marinsoldater slår kullerbytta.

En kullerbytta (från franskans culbuter "ramla baklänges", av cul "rumpa" och buter "snava") är en voltliknande rörelse där både händer och rygg vidrör marken innan man kommit tillbaka stående i ursprungspositionen. Tidigare var verbet kullerbyttera. Numera används istället slå en kullerbytta.